# Манифест Кира

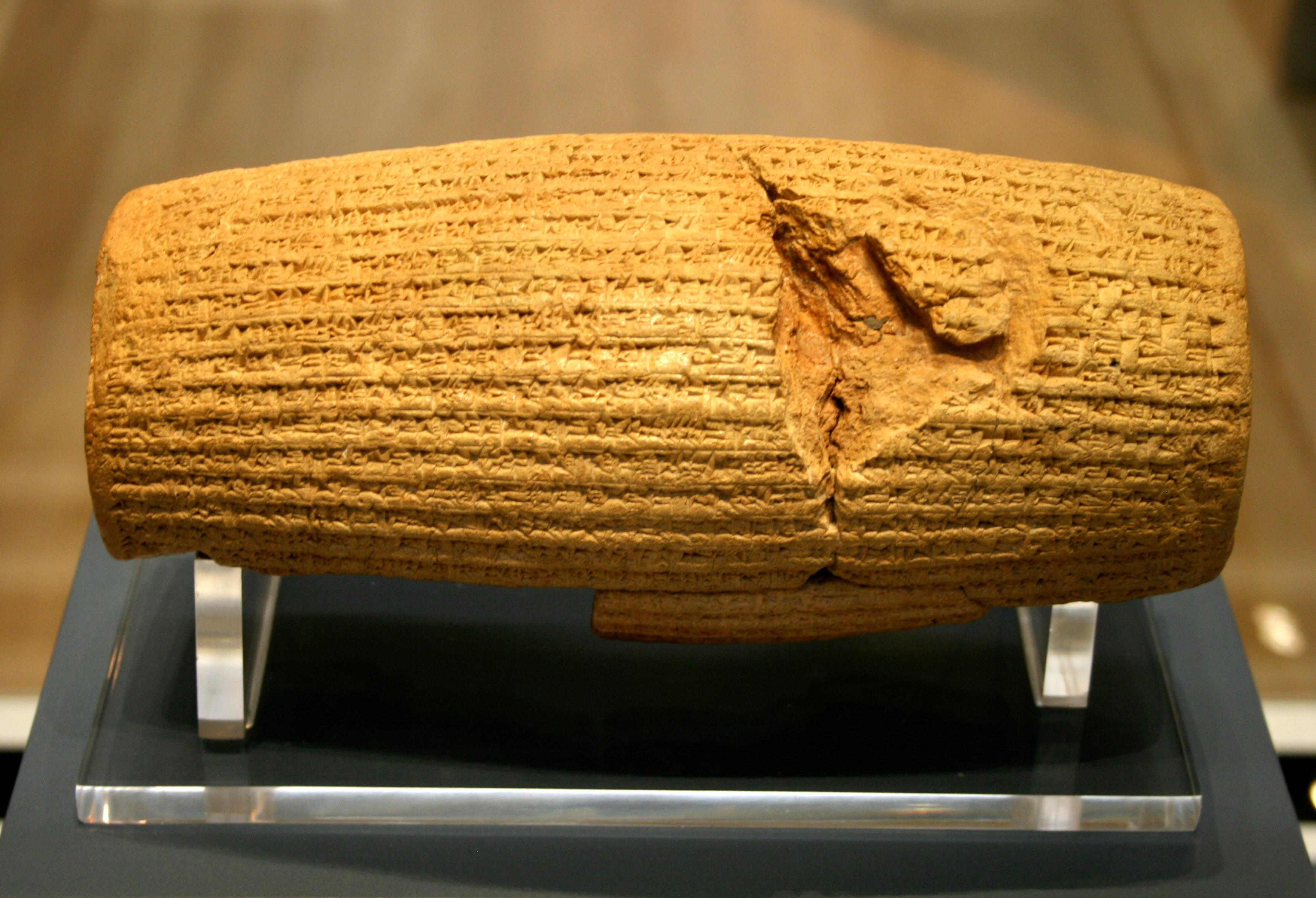
Передняя часть

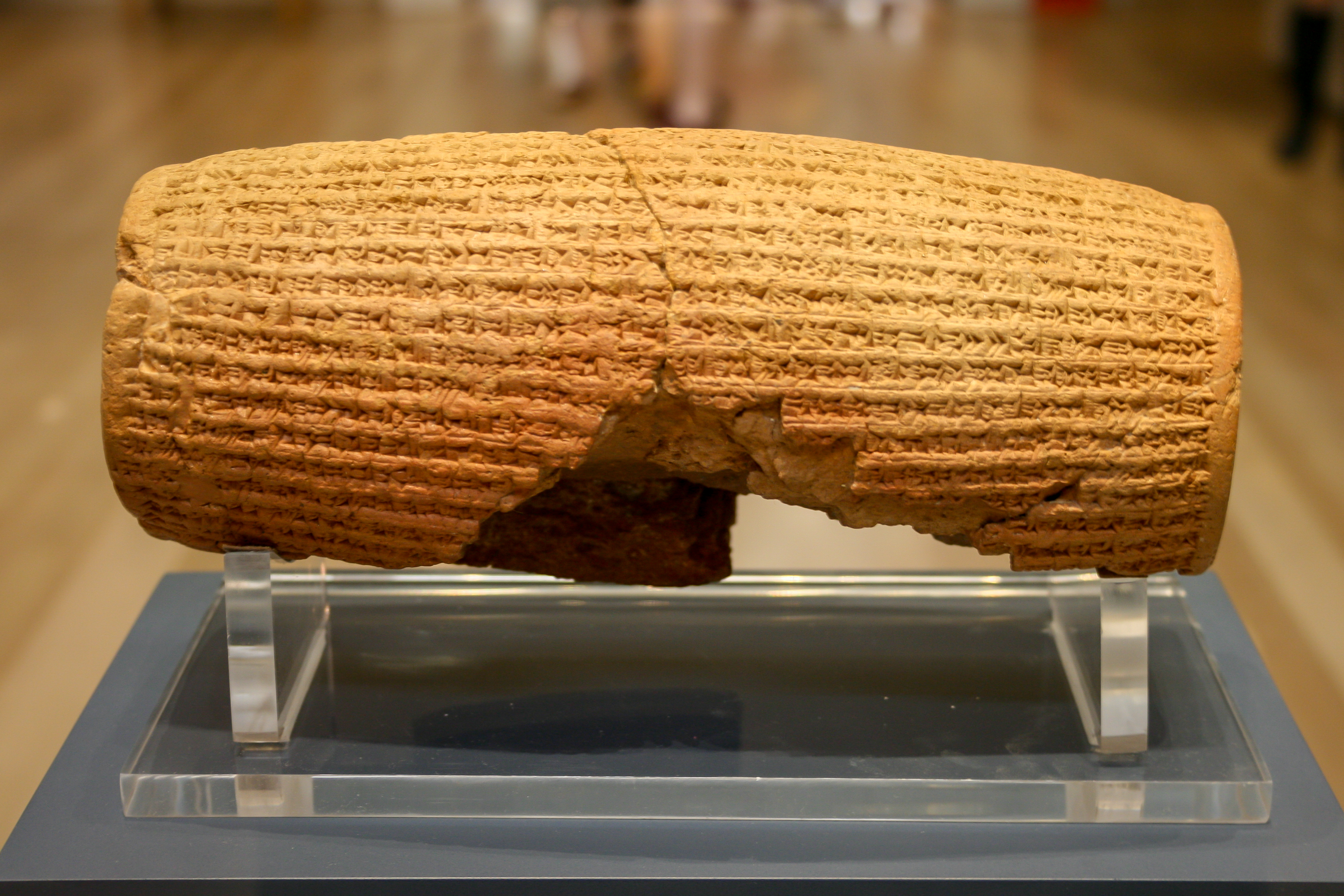
Задняя часть

Цилиндр Кира — глиняный цилиндр, на котором Кир Великий повелел выбить клинописью список своих побед и милостивых поступков, а также перечисление предков. Артефакт был обнаружен при раскопках Вавилона в 1879 году и поступил в Британский музей.
Цилиндр получил широкую известность после того, как последний шах Ирана в 1960-е годы провозгласил нанесённый на него текст первой в истории декларацией прав человека: Кир высказывается за отмену рабства и за свободу вероисповедания. Шах пообещал строить свою политику в соответствии с заветами основателя персидской государственности.

## Содержание

Текст цилиндра Кира

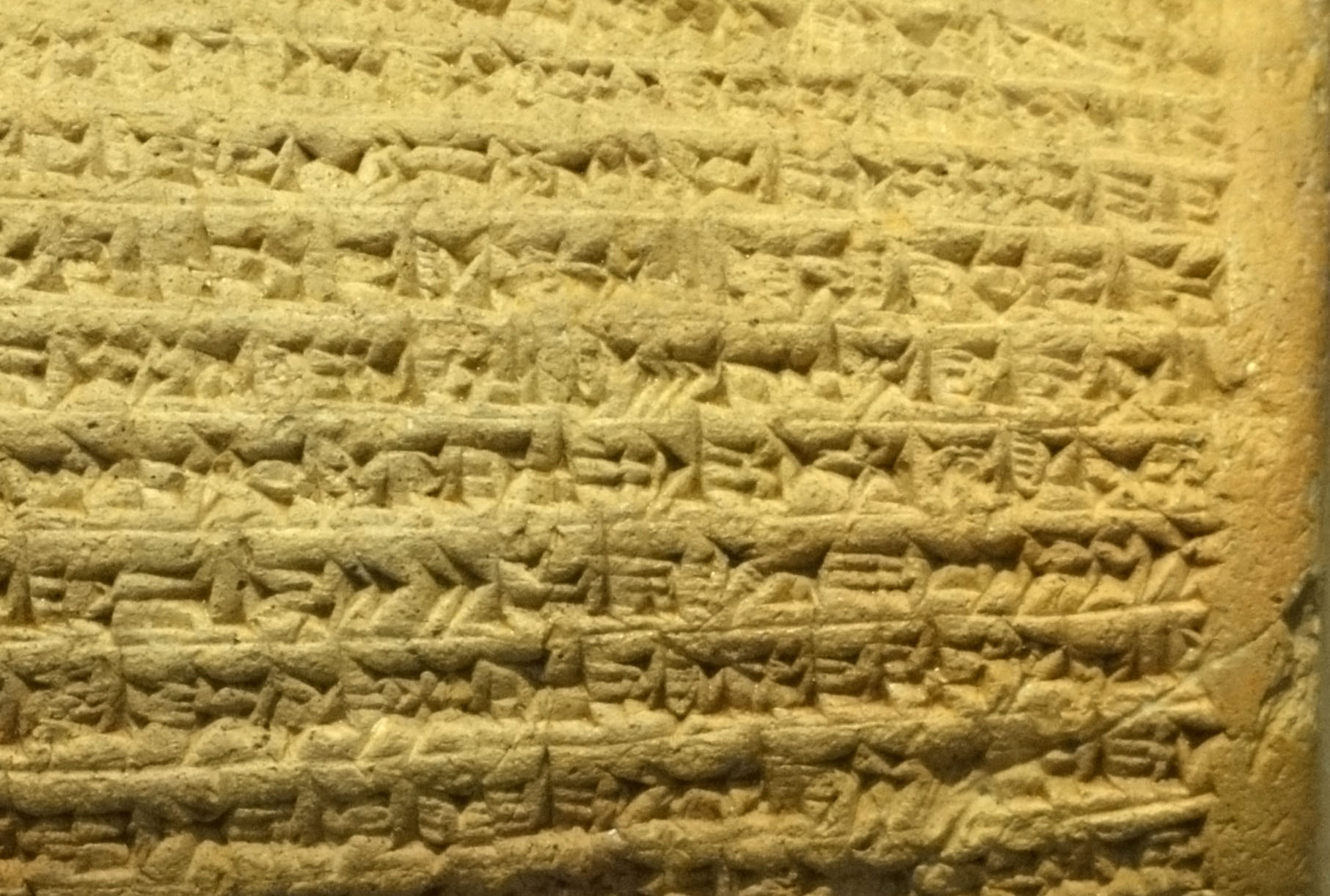
Образец детального изображения, показывающего клинопись

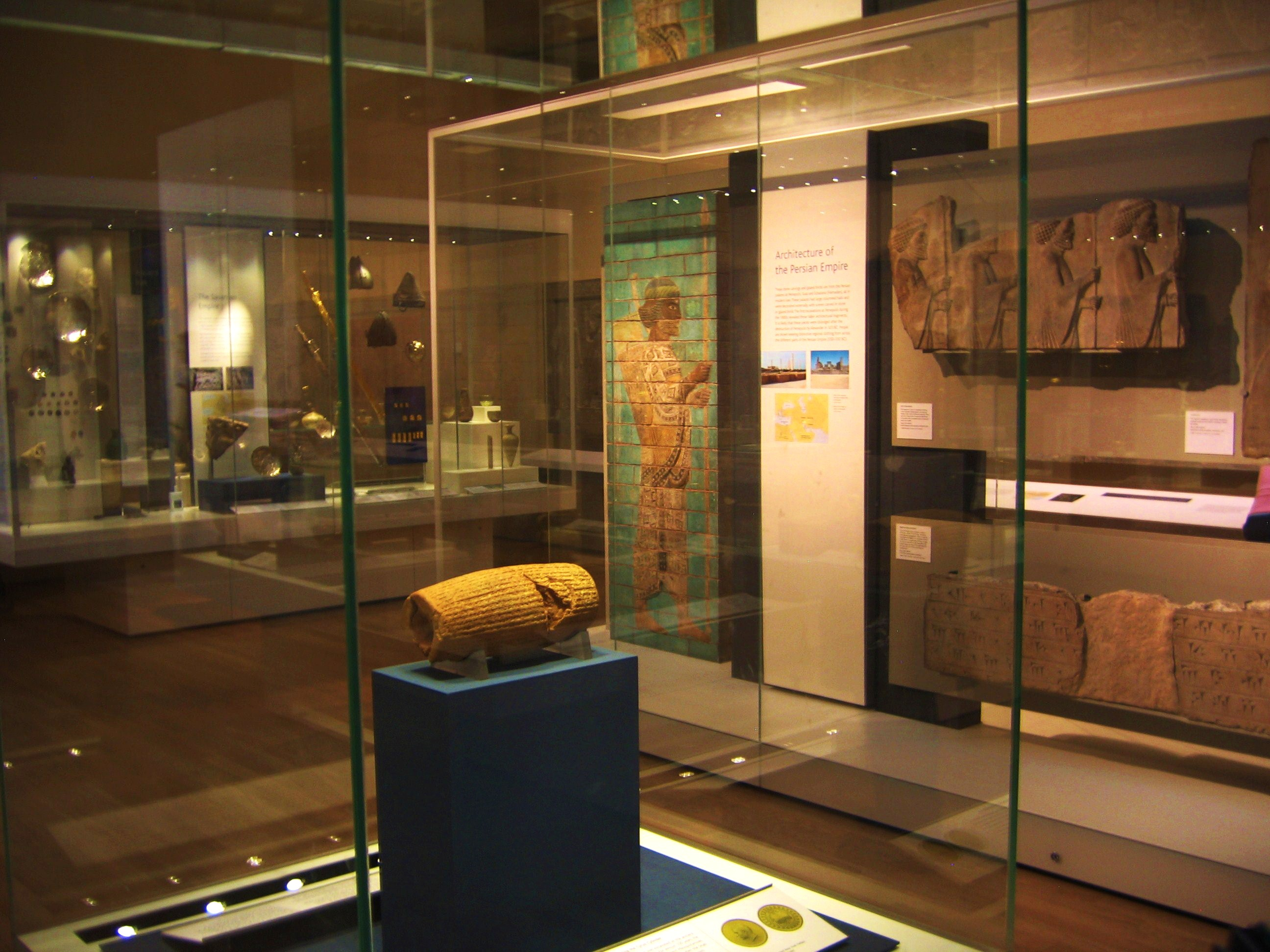
Цилиндр Кира в комнате 52 Британского музея в Лондоне

В довольно пространном предисловии манифеста живописуются «безобразия» вавилонского царя Набонида и обиды, которые он причинил богу Мардуку, храму Эсагиле и Вавилону. Когда терпение бога Мардука иссякло, он отыскал Кира, царя Аншана, вручил ему власть над народами и, наконец, вверил его заботам Вавилон, народ которого встречал его с великой радостью как избавителя от нечестивого царя Набонида. В конце манифеста помещена молитва к вавилонским богам о ниспослании благополучия Киру и его сыну и наследнику Камбису. В этом обрамлении помещён собственно текст манифеста, написанный от лица Кира.
Он открывается полной титулатурой Кира, составленной на вавилонский лад: «Я — Кир, царь множеств, царь великий, царь могучий, царь Вавилона, царь Шумера и Аккада, царь четырёх стран света, сын Камбиса, царя великого, царя Аншана, потомок Теиспа, царя великого, царя Аншана, вечное царственное семя, правление которого любят боги Бэл и Набу, владычество которого приятно для их сердечной радости». Затем в «Манифесте» от лица Кира говорится, как его многочисленные войска мирно вступили в Вавилон. После этого следует перечисление мероприятий, осуществлённых Киром, которые полностью подтверждаются другими источниками.
Кир претендовал на роль царя-освободителя, и он выполнил свои обещания, данные покорившимся его власти народам. Случай в истории вполне объяснимый. Стремясь к мировому владычеству, Кир хорошо понимал, что  только насилием, только при помощи персидского войска, ему этой цели не достичь. Он понимал также, что страны древней цивилизации, ставшие объектом персидских завоеваний, поражены смертельным недугом и готовы видеть в нём своего спасителя и исцелителя. Кир умело использовал в своих интересах это обстоятельство, чем и объясняются как его поразительные военные успехи, так и репутация «отца» и «освободителя», которая закрепилась за ним в памяти не только персов, но и покорённых им народов, в том числе вавилонян, греков и иудеев.
Кир в «Манифесте» говорил: «От [……] до Ашшура и Суз, Агаде, Эшнунны, Замбана, Метурну, до пределов страны Кути, городов [по ту сторону] Тигра, жилища которых были основаны в глубокой древности, богов, живших в них, я вернул на их места и устроил их вечные жилища. Я собрал всех их людей и вернул в их селения. И богов Шумера и Аккада, которых Набонид во гневе владыки богов перенёс в Вавилон, по приказанию бога Мардука, великого господина, я благополучно поместил в их чертоги, жилище радости сердца».
Осуществление этой меры, имевшей первостепенное значение для судеб создаваемой им Персидской империи, Кир начал тотчас же после завоевания Вавилона. «С кислиму по аддару-месяц (с 25 ноября 539 по 23 марта 538 года до н. э.) боги страны Аккад, которых Набонид свёз в Вавилон, вернулись в свои резиденции», — сообщает вавилонская хроника. Этот шаг вызвал всеобщее одобрение вавилонян. Он символизировал возврат к миру и привычному порядку.